# Biroella
Biroella is een geslacht van rechtvleugeligen uit de familie Morabidae. De wetenschappelijke naam van dit geslacht is voor het eerst geldig gepubliceerd in 1903 door Bolívar.

## Soorten
Het geslacht Biroella omvat de volgende soorten:
- Biroella aruensis Bolívar, 1930
- Biroella bilobulata Bolívar, 1925
- Biroella bolivari Kuthy, 1911
- Biroella burgersi Bolívar, 1925
- Biroella carinata Bolívar, 1930
- Biroella crenulata Bolívar, 1925
- Biroella dispar Bolívar, 1903
- Biroella fissa Bolívar, 1930
- Biroella forficulata Bolívar, 1925
- Biroella gracilis Bolívar, 1925
- Biroella inconspicua Bolívar, 1925
- Biroella karnyi Bolívar, 1925
- Biroella kuthyi Bolívar, 1914
- Biroella longicercata Bolívar, 1925
- Biroella lutea Bolívar, 1914
- Biroella mimikensis Bolívar, 1925
- Biroella moszkowskii Bolívar, 1914
- Biroella ornata Bolívar, 1925
- Biroella papuana Bolívar, 1925
- Biroella queenslandica Sjöstedt, 1920
- Biroella rammei Bolívar, 1925
- Biroella rufipes Bolívar, 1925
- Biroella ruthyi Bolívar, 1914
- Biroella tardigrada Sjöstedt, 1920
- Biroella torresi Bolívar, 1925
- Biroella utea Bolívar, 1914
- Biroella versteegi Willemse, 1922
- Biroella wollastoni Bolívar, 1925